# Vic-des-Prés
Vic-des-Prés är en kommun i departementet Côte-d'Or i regionen Bourgogne-Franche-Comté i östra Frankrike. Kommunen ligger i kantonen Bligny-sur-Ouche som tillhör arrondissementet Beaune. År 2022 hade Vic-des-Prés 110 invånare.

## Befolkningsutveckling
Antalet invånare i kommunen Vic-des-Prés
Referens:INSEE